# 塚脇伸作
塚脇 伸作（つかわき しんさく、1931年1月3日 - 1993年9月15日）は、福岡県大牟田市出身の元体操選手。1956年メルボルンオリンピック体操男子団体銀メダリスト。
三池中学校、福岡県立三池高等学校を経て、1953年東京教育大学体育学部卒業。東京都立新宿高等学校教諭、早稲田大学教育学部・人間科学部教授を歴任。
1956年（昭和31年）のメルボルンオリンピックに出場、団体で銀メダルを獲得、個人総合で12位、吊り輪7位、平行棒8位だった。1958年（昭和33年）の世界選手権団体で銀メダル、個人総合9位。全日本選手権で個人総合2位。1962年（昭和37年）欧州遠征監督、日ソ対抗コーチ、1963年（昭和38年）欧州遠征監督、1964年（昭和39年）欧州遠征コーチ、同年の東京オリンピック、1968年（昭和43年）のメキシコシティーオリンピック、1966年（昭和41年）世界選手権各チームリーダー、1970年（昭和45年）世界選手権、1972年（昭和47年）ミュンヘンオリンピック各審判員、1974年（昭和49年）世界選手権コーチ、1978年（昭和53年）アジア大会本部役員を務める。
日本体操協会理事・男子競技本部長、ユニバーシアード委員会名誉主事、日本体育協会競技力向上委員会委員などを歴任。
1964年（昭和39年）・1966年（昭和41年）・1968年（昭和43年）度朝日体育賞、1966年（昭和41年）文部大臣スポーツ功労賞を受賞。

## 書籍
- 体操競技（旺文社、1980年）ISBN 9784010571149
- 図解体操の教室（北隆館、2000年）ISBN 9784832601666